# Marquéglise
Marquéglise település Franciaországban, Oise megyében. Lakosainak száma 481 fő (2022. január 1.). Marquéglise Antheuil-Portes, Margny-sur-Matz, Ressons-sur-Matz, Vandélicourt és Vignemont községekkel határos.

## Népesség
A település népességének változása:
| Lakosok száma | 500  | 517  | 513  | 491  | 478  | 480  | 479  | 478  | 481  |
|               | 2013 | 2015 | 2016 | 2017 | 2018 | 2019 | 2020 | 2021 | 2022 |